# 黑齒國
黑齒國是《淮南子》所記海外三十六國之一，其民稱作黑齒民，位於十個太陽居住的湯谷附近，豎亥的北方。其人喜染黑齒，滿嘴皆為黑牙，以稻黍為食，也食蛇佐餐，赤蛇、青蛇為他們的夥伴亦為僕役，為帝俊之後裔。
李汝珍的《鏡花緣》中也描述了黑齒國，他們的描寫是「通身如墨，連牙齒也是黑的」，並有「映著一點朱唇，兩道紅眉，一身紅衣」。

## 古代民族
《異物志》記載西屠國人將牙齒染黑，中國西南地區的百越族，習慣用草染齒為黑色。西屠國當屬於百越族。
在倭國南方有黑齒國，記載於《梁書·諸夷傳》、《後漢書·東夷傳》與《三國志·魏書·東夷傳》。
有學者表示，黑齒國是指日本島原住民阿伊努人，性喜將牙齒染黑，男女同樣黑齒，故名。明代學者李言恭的《日本考》記載，當時日本貴族仍普遍流行染黑齒的特殊風俗。台湾早期的原住民与越人也有黑齿习俗。